# Pătrușești
Pătrușești románul: Pătrușești, falu Romániában, Erdélyben, Fehér megyében. Közigazgatásilag Arada községhez tartozik.

## Fekvése
Arada (Horea) mellett fekvő település.

## Története
Pătruşeşti korábban Arada (Horea) része volt. 1956 körül vált külön településsé 364 lakossal.
1966-ban 362, 1977-ben 332, 1992-ben 190, a 2002-es népszámláláskor pedig 195 román lakosa volt.